# Oparbella junquana
Oparbella junquana är en spindeldjursart som beskrevs av Lawrence 1966. Oparbella junquana ingår i släktet Oparbella och familjen Solpugidae. Inga underarter finns listade i Catalogue of Life.